# Callabiana
Callabiana est une commune italienne de la province de Biella, dans la région Piémont.

## Administration
| Période | Période  | Identité           | Étiquette                   | Qualité |
| ------- | -------- | ------------------ | --------------------------- | ------- |
| 2004    | 2009     | Andrea Gibello     | lista civica                | maire   |
| 2009    | en cours | Lorenzo Vercellott | lista civica per Callabiana | maire   |

### Hameaux
Cordaro, Corte, Fusero, Lucca, Pianezze, Ribatto, Socco, Nelva, Pettani, Stellio, Trabbia, Vacchione, Valle, Virla

### Communes limitrophes
Andorno Micca, Bioglio, Camandona, Gaby, Pettinengo, Piatto, Piedicavallo, Selve Marcone, Tavigliano, Vallanzengo